# Praha-Komořany
Praha-Komořany – przystanek kolejowy w Pradze, w Czechach. Znajduje się tu 1 peron.